# ایلیا ایوانوویچ ایوانوف
ایلیا ایوانوویچ ایوانوف (روسی: Илья́ Ива́нович Ивано́в؛ ۱ اوت [سبک قدیمی: ۲۰ ژوئیه] ۱۸۷۰ – ۲۰ مارس ۱۹۳۲) زیست‌شناس اهل روسیه و شوروی بود که در زمینه درون‌کاشت مصنوعی و دورگه‌گیری بین‌گونه‌ای تخصص داشت. او به خاطر تلاش‌های جنجالی‌اش برای ایجاد یک هیبرید انسان-میمون با تلقیح سه شامپانزه ماده با اسپرم انسان مشهور است.